# 布鲁斯·华莱士
布鲁斯·华莱士（1920年5月18日—2015年1月12日）是一位美国遗传学家，弗吉尼亚理工学院暨州立大学教授，1970年当选美国国家科学院院士，1971年当选美国文理科学院院士，1974年任美国遗传学学会会长。